# Docte
Docte (DOcumenti Catasto TErreni) è una procedura informatica  di aggiornamento degli archivi catastali e per la compilazione e presentazione agli uffici tecnici erariali del modello di "Variazione di Coltura".
Il pacchetto DOCTE è stato realizzato per agevolare i tecnici (Dott. Agronomo, Agrotecnico, Architetto, Geometra, Ingegnere, Perito Agrario e Perito Edile) interessati ad acquisire i dati delle denunce di variazione dei redditi catastali dei terreni.
La procedura consente di attribuire alle particelle variate una nuova qualità di coltura, dichiarata dalla parte, e fornisce in automatico la Classe Prevalente goduta per quel foglio di mappa.
Nel caso in cui non sia presente nel foglio la qualità indicata, il sistema fornisce in automatico, la Classe Media nel Comune.
In assenza della qualità nel Comune, le procedure di Controllo dei documenti di Variazione ne daranno esplicita segnalazione, per consentire all'Ufficio la gestione della Nuova Qualità dichiarata dalla parte, mediante la comparazione.
L'attribuzione del Classamento automatico viene effettuato anche per tutte le porzioni nelle quali viene eventualmente suddivisa una particella.
Qualora una porzione mantenga la stessa qualità della particella madre, in fase di aggiornamento degli Atti Catastali, viene ignorata la Classe assegnata da Docte e riconfermata quella della particella originaria.
Pertanto la ricevuta dell'avvenuta presentazione di Docte riporterà la classe assegnata dalla procedura che potrà essere diversa da quella registrata in Atti.
Sebbene sia garantito per funzionare sotto Windows, il programma funziona regolarmente senza particolari problemi solo fino a Windows 7. Non essendo stato più aggiornato dal 2011 si può garantirne il funzionamento anche su Windows 8, Windows 8.1 e Windows 10 cliccando con il tasto destro del mouse sul file eseguibile di installazione, cliccando Proprietà, Selezionando la scheda Compatiibilità e selezionando le voci "Modalità Compatibilità - Esegui il programma in modalità compatibilità per" selezionando Windows 7 e "Esegui come amministratore", infine cliccando su OK. Fatto questo la procedura di installazione dovrebbe funzionare regolarmente, ma sarà sicuramente necessario effettuare la stessa procedura appena descritta cliccando con il tasto destro sull'icona creata sul Desktop di Windows dalla procedura di installazione.
In più, sebbene sia possibile farlo funzionare anche con Firefox, Mozilla o altri browser, come specificato dal file di configurazione, il programma funziona al meglio solo con Internet Explorer.
Chi, invece, avesse già installato Docte 2.0 sotto Windows 7 e avesse effettuato l'aggiornamento (gratuito o meno) a Windows 10 non dovrebbe riscontrare particolari problemi per il funzionamento, salvo ovviamente casi eccezionali.
Per farlo funzionare con Windows 11 (e anche con tutti i sistemi operativi precedenti dove non è più presente Internet Explorer) è necessario apportare alcune modifiche al file pms_config.ini, data l'obbligatoria mancanza di Internet Explorer.
Queste le modifiche da apportare:
Alla voce [general]
KeepRunningAfterBrowserClose=1
Alla voce [Browser]
BrowserType=EXTERNAL
BrowserPath=C:\Program Files (x86)\Microsoft\Edge\Application\msedge.exe.
Una volta aperto il programma Docte in MS Edge è necessario fare un passaggio in più. Dal menu principale di Edge bisogna selezionare "Ricarica in modalità Internet Explorer" ed attivare le due spunte blu sulle opzioni "Apri questa pagina in modalità compatibilità" e "Apri la pagina in modalità Internet Explorer la prossima volta", quindi cliccare sul pulsante "Fatto"   
In questo modo funzionerà anche con Windows 11. L'unica accortezza da avere è che la piattaforma SERVER2GO che gestisce l'intero ambiente dovrà essere chiusa manualmente dalla tray di sistema ogni volta che si esce dal programma.
La procedura "Ricarica in modalità Internet Explorer" potrebbe dover essere eseguita ad ogni aggiornamento di MS Edge. Così facendo il programma Docte 2.0 continuerà a funzionare sotto Windows 11.